# Donna Lee
Donna Lee é uma canção de jazz, do estilo bebop, composta por Miles Davis. Foi escrita em Lá bemol e baseia-se em progressão de acordes da música de jazz tradicional, "(Back Home Again in) Indiana". É uma música complexa, composta com técnica baseada no uso de grupos de quatro notas em cada mudança harmônica.

## Autoria
Miles Davis compôs a canção em 1947, sendo sua primeira composição gravada, ainda que às vezes atribua-se a autoria ao saxofonista Charlie Parker. Parker aparece creditado em algumas edições originais de discos em 78 rpm, um erro que se perpetuou. Seu nome provém da filha do contrabaixista Curly Russell, Donna Lee Russell, e acredita-se que foi assim nomeada pelo produtor Teddy Reig. Não obstante, conta-se também outra versão sobre sua origem: Na semi-autobiografia de Charles Mingus, Beneath the Underdog, o artista diz que, num período de sua vida, teve duas mulheres, Donna e Lee-Marie. Mingus confessou isso a Davis e, considerando o melhor da cada uma delas, as chamava de  "Donna-Lee".

## Versões
"Donna Lee" foi originalmente gravada pelo Charlie Parker Quintet em 8 de maio de 1947, sob o selo da Savoy Records. O grupo dessa sessão foi composto por Charlie Parker (saxofone alto), Miles Davis (trompete), Bud Powell (piano), Tommy Potter (contrabaixo), e Max Roach (bateria). Nessa mesma sessão, foram gravadas "Chasin' the Bird", "Cheryl" e "Buzzy".
O baixista Jaco Pastorius gravou uma reinterpretação da canção, um solo de baixo com a participação de Don Alias nas congas, para seu primeiro álbum, homônimo, de 1976. O tema foi também um dos preferidos do saxofonista de free jazz Anthony Braxton, que o gravou em muitas ocasiões. Foi também o último tema gravado pelo trompetista Clifford Brown, justo antes de sua morte em acidente, aos 25 anos.
En 2012 a cantora luso-caboverdiana Carmen Souza fez sua própria versão, com letras em Português, que ela escreveu a si mesma, e publicado em LP Kachupada.